# Albizia lankaensis
Albizia lankaensis är en ärtväxtart som beskrevs av André Joseph Guillaume Henri Kostermans. Albizia lankaensis ingår i släktet Albizia och familjen ärtväxter. Inga underarter finns listade i Catalogue of Life.